# Tetramorium binodis
Tetramorium binodis is een mierensoort uit de onderfamilie Myrmicinae. De wetenschappelijke naam werd gepubliceerd in 1763 door Carl Linnaeus.